# Gerhard Stammler
Gerhard Stammler (* 3. Mai 1898 in Halle an der Saale; † 20. Februar 1977 in Schönebeck (Elbe)) war ein deutscher Philosoph.

## Leben

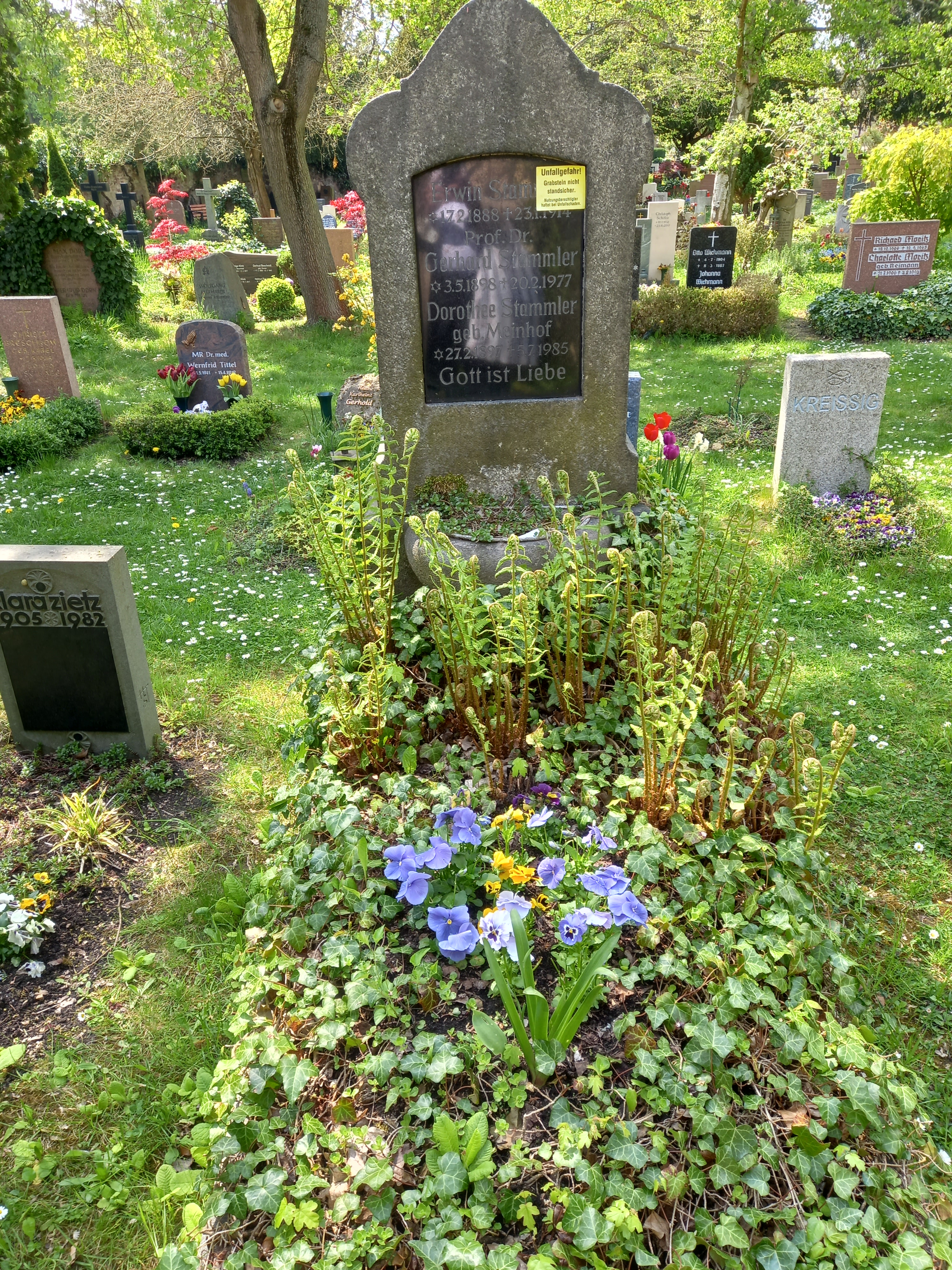
Das Grab von Gerhard Stammler auf dem Laurentiusfriedhof in Halle

Stammler war der Sohn des Rechtsphilosophen Rudolf Stammler und dessen Ehefrau Fanny da Silva e Costa. Sein Bruder war der Germanist Wolfgang Stammler. Wegen einer Netzhautablösung nahezu erblindet, wurde Stammler vom Kriegsdienst im Ersten Weltkrieg befreit.
Nach der Reifeprüfung am Stadtgymnasium Halle studierte er in Berlin, wo er 1921 bei Alois Riehl und Ferdinand Jakob Schmidt zum Dr. phil. promoviert wurde. 1924 habilitierte er sich an der Philosophischen Fakultät der Universität Halle-Wittenberg.
Seit 1933 war Stammler Mitglied der NSDAP. Im Jahr 1934 sprach sich der Dozentenführer der Universität Halle wegen Stammlers Sehbehinderung gegen eine Ernennung zum Dozenten aus. Jedoch erhielt Stammler von 1934 bis 1937 ein Dozentenstipendium. Eine 1936 beantragte Ernennung zum nichtbeamteten außerordentlichen Professor wurde zunächst abgelehnt. 1938 wurde er zum nichtbeamteten außerordentlichen Professor für die Philosophie der exakten Wissenschaften in Halle ernannt. Wegen Stammlers konfessioneller Bindung – seit spätestens 1937 ist eine Tätigkeit für die Bekennende Kirche nachweisbar – scheiterte im Jahr 1942 ein Ruf an die Universität Jena. Ein Jahr später erntete er Kritik wegen eines Vortrags zum Thema „Gerechtigkeit in der Volksgemeinschaft“. Im Oktober 1945 wurde er entlassen, jedoch als Hilfsarbeiter der Universitätsbibliothek angestellt.
Ab 1949 lehrte Stammler als Dozent für Philosophie am Katechetischen Oberseminar Naumburg/Saale. Später wirkte er als stellvertretender Leiter der Evangelischen Akademie Sachsen-Anhalt.
Seit 1947 arbeitete Stammler zudem als freier Schriftsteller.

## Schriften (Auswahl)
- Berkeleys Philosophie der Mathematik. Berlin 1921, OCLC 247407915; Neudruck Topos-Verlag, Vaduz 1978, ISBN 3-289-00188-1 (online im Internet Archive)
- Notwendigkeit in Natur- und Kulturwissenschaft. Öffentliche Antrittsvorlesung gehalten am 20. Dezember 1924. Halle 1926, OCLC 216250286.
- Der Zahlbegriff seit Gauss. Eine Erkenntnistheoretische Untersuchung. Niemeyer, Halle 1926; Nachdruck Olms, Hildesheim 1965.
- Begriff, Urteil, Schluss. Untersuchungen über Grundlagen und Aufbau der Logik. Halle 1928, OCLC 163006878.
- Leibniz. Verlag E. Reinhardt, München 1930, OCLC 250226237.
- Deutsche Logikarbeit seit Hegels Tod als Kampf von Mensch, Ding und Wahrheit. Verlag für Staatswissenschaften und Geschichte, Berlin 1936, DNB 368293769
- Nikolaus von Kues. Alster-Verlag, Wedel 1946.
- Erkenntnis und Evangelium. Grundzüge der Erkenntnistheorie als Lehre vom Sachgehalt. Vandenhoeck & Ruprecht, Göttingen 1969.